# Lectron
Lectron is een historisch merk van elektrische motorfietsen.
De Brit Frank Carthew presenteerde in 1970 een elektrische motorfiets. Deze had twee loodaccu’s en leverde 120 Ah. De machine had een soort "gashandvat" met drie standen: in de eerste stand schakelde de machine aan of uit, de tweede stand stuurde een stroom van 8 volt naar de motor om rustig weg te rijden en de derde stand leverde 12 volt waarmee ongeveer 40 km/h gehaald kon worden.